# METAR

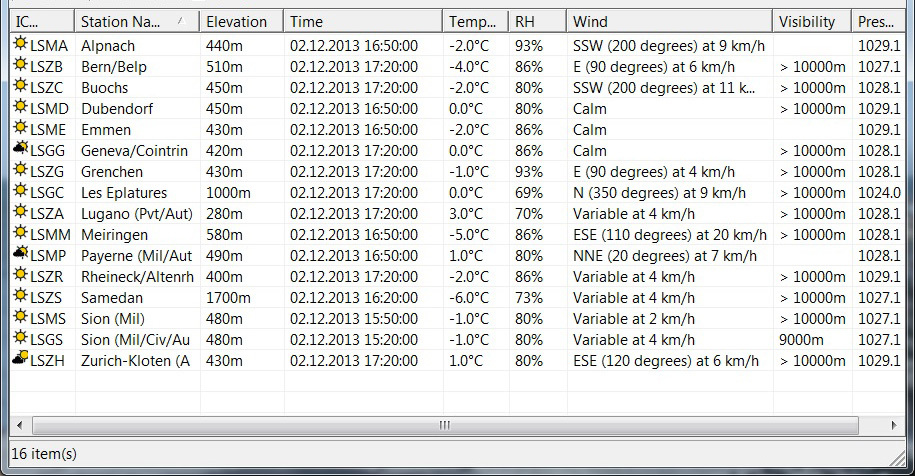
Dekodierte METAR-Meldungen für Flugplätze in der Schweiz

METAR (kurz für englisch METeorological Aerodrome Report) ist eine standardisierte Meldung für die Luftfahrt in Kurzform, die die Wetterbeobachtung eines einzelnen Flugplatzes wiedergibt. Sie enthält den ICAO-Code des betreffenden Flugplatzes und den Beobachtungszeitpunkt, gefolgt von Windrichtung, Sichtweite, Temperatur, Luftdruck, Wolkenformation und andere Informationen.
Ähnliche Zielsetzungen verfolgt die militärische Luftfahrt mit der Vorflugwetteraufklärung im Rahmen sogenannter Wetterflüge.

## Wortherkunft
Ursprünglich war METAR die Abkürzung für französisch Message d’observation météorologique régulière pour l’aviation beziehungsweise MÉTéorologique Aviation Régulière. Im Englischen sind auch die Formulierungen Aviation Routine Weather Report oder Meteorological Aviation Routine Weather Report gebräuchlich.

## Grundsätzlicher Aufbau einer METAR-Meldung
Im Internet sind mehrere Anbieter zu finden, auf deren Webpräsenz man die Meldungen sämtlicher Stationen auf der Welt abrufen kann, unter anderem beim Deutschen Wetterdienst oder der US-amerikanischen National Oceanic and Atmospheric Administration (NOAA). Ein Beispiel-METAR sieht so aus:
METAR EDDS 081620Z 29010KT 9999 FEW040TCU 09/M03 Q1012 NOSIG
Die einzelnen Gruppen besitzen dabei folgende Bedeutung:
- EDDS = Flugplatzkennung, hier Flughafen Stuttgart
- 081620Z = Beobachtungszeitpunkt (08. Tag des Monats um 16:20 Uhr Zulu-Zeit = UTC, also 17:20 Uhr MEZ bzw. 18:20 Uhr MESZ)
- 29010KT = Windrichtung bezogen auf rechtweisend Nord (Wind aus 290°, also WNW) und Windgeschwindigkeit in Knoten. Internationales Einheitenzeichen ist kn, in der Luftfahrt jedoch kt von englisch knot(s) (hier 10 kn)
- 9999 = Sichtweite am Boden in Meter (hier also 10 km oder mehr) → Nicht zu verwechseln mit Pistensichtweite (RVR)!
- FEW040TCU = Bewölkung: Bewölkungsgrad (FEW = 1 bis 2 Achtel), Höhe in hunderten von Fuß, also Hektofuß (hft), über Grund (hier 040 hft = 4.000 ft) und Art der Bewölkung (z. B. TCU = towering cumulus)
- 09/M03 = Temperatur (9 °C) und Taupunkt (M steht für negative Werte, also −3 °C) in Grad Celsius
- Q1012 = QNH von 1012 hPa, also der am Platz herrschende Luftdruck nach der Standardatmosphäre reduziert auf Meereshöhe beträgt 1012 Hektopascal
- NOSIG = („no significant change“) Vorhersage für die nächsten zwei Stunden

Manchmal steht zwischen dem Zeitstempel und der Windangabe das Wort „AUTO“. Dann wurde das METAR vollautomatisch von der Messstation und ohne menschliche Kontrolle generiert. In Nordamerika wird hierfür das Kürzel AO1 bzw. AO2 am Ende eines METARs verwendet, wobei das Kürzel AO2 signalisiert, dass die automatische Wetterstation auch Niederschlagsarten unterscheiden kann.

## Aktualisierung
METAR-Meldungen ziviler deutscher Flugplätze werden alle 30 Minuten oder bei signifikanten Wetteränderungen aktualisiert (jeweils um 20 Minuten und 50 Minuten nach der vollen Stunde und sind als Teil der ATIS zu hören, also z. B. um 13.20 Uhr und 13.50 Uhr usw.).
International sind die METAR-Aktualisierungen nicht einheitlich. Aktualisierungszeitpunkt und Intervall können daher abweichen. Bei METARs außerhalb des regulären Turnus (z. B. bei signifikanten Wetteränderungen) beginnt die Meldung mit SPECI (special) anstelle von METAR.

## Detailerklärungen

### Windinformation
| Beispiel        | Erläuterung                                                                 |
| --------------- | --------------------------------------------------------------------------- |
| 29010KT         | Windrichtung 290°, 10 kt                                                    |
| 00000KT         | Windstille                                                                  |
| 29010G30KT      | Windrichtung 290°, 10 kt; in Böen (englisch: gusts) 30 kt                   |
| VRB03KT         | Variable Windrichtung, 3 kt                                                 |
| 29010KT 210V310 | mittlere Windrichtung 290°, dreht zwischen (Variation) 210° und 310°, 10 kt |

Die Windrichtung und -geschwindigkeit werden in 10 m Höhe über Grund gemessen. In größerer Höhe kann die Windgeschwindigkeit erheblich höher sein. Die METAR-Angaben eignen sich daher nicht zur Flugnavigation. Angaben zur Windgeschwindigkeit in größeren Höhen befinden sich in GAFORs.
Die stärkste Windböe soll angegeben werden, wenn sie um mindestens 10 Knoten stärker ist als die mittlere Windgeschwindigkeit. Dies ist jedoch nicht einheitlich; einige Stationen geben Windböen auch unterhalb dieser Differenz an.
Die Nordrichtung wird mit 360 Grad angegeben (z. B. 36010KT), nicht mit 0 Grad. Die Windrichtung 000 wird ausschließlich für Windstille verwendet. Die Variation der Windrichtung (xxxVyyy) wird in der Regel angegeben, wenn die Windrichtung um mindestens 60 Grad variiert und die Windgeschwindigkeit mindestens 4 Knoten beträgt. Ab einer Variation von 180 Grad, oder bei Windgeschwindigkeiten von nicht mehr als 3 Knoten und einer Variation ab 60 Grad, wird die Angabe von VRBxxKT verwendet.
Die Buchstabenfolge nach der Windgeschwindigkeit bezeichnet die verwendete Maßeinheit. Üblich ist die Angabe in Knoten (KT). Auf russischen Flughäfen ist eine Angabe der Windgeschwindigkeit in Metern pro Sekunde (29003MPS) üblich. Weniger gebräuchlich, aber auch zulässig ist die Angabe im km/h (KMH) oder Meilen pro Stunde (MPH).

### Sicht
Die Sichtweite am Boden wird vierstellig in Metern angegeben:
| Beispiel | Erläuterung                |
| -------- | -------------------------- |
| 0000     | Sichtweite unter 50 m      |
| 0450     | Sichtweite 450 m           |
| 1700     | Sichtweite 1700 m          |
| 5000     | Sichtweite 5000 m          |
| 9999     | Sichtweite 10 km oder mehr |

Die Sichtweiten werden angegeben:
- unter 800 m: in 50-Meter-Schritten,
- von 800 m bis unter 5000 m: in 100-Meter-Schritten,
- ab 5000 m: in 1000-Meter-Schritten.

Hierbei wird die Sichtweite stets abgerundet, d. h. eine Angabe von 1500 kann eine tatsächliche Sichtweite von 1500 m bis unter 1600 m bedeuten.
Diese Angabe ist nicht richtungsspezifisch!
Sollen die Sichtweiten für die Pisten angegeben werden (Runway Visual Range = RVR, bei Sichtweiten unter 1500 m), verwendet man zum Beispiel folgende Gruppe: R27L/1200U, d. h., auf Piste 27L herrscht eine Sichtweite von 1200 m, Tendenz steigend. Der letzte Buchstabe gibt dabei die Änderungstendenz der letzten 10 Minuten an: U = upward (steigend), D = downward (sinkend), N = no distinct tendency (gleich bleibend).
Weiterhin können zwei Gruppen für die Sichtweite vorhanden sein, wenn in bestimmten Richtungen die Sicht eingeschränkt ist, beispielsweise 9999 2600. Die Angabe der betroffenen Himmelsrichtung(en) ist optional; bei nur 2,6 km Sicht Richtung Südosten kann also auch 9999 2600SE angegeben sein.
Die Sichtweite kann auch in Meilen angegeben werden (z. B. 3/4SM, 1 1/4SM oder 10SM), wobei hier zu beachten ist, dass statute miles (Landmeilen; 1,609 km) gemeint sind und nicht Seemeilen (1,852 km). Ohne Angabe der Einheit ist jedoch stets ein Wert in Metern gemeint.

### CAVOK
Bei freier Sicht und klaren Wetterverhältnissen wird anstelle der Sicht- und Wolkenwerte auch CAVOK (clouds and visibility OK) gemeldet. Dabei müssen die folgenden Bedingungen erfüllt sein:
- vorherrschende minimale Sichtweite von 10 km oder mehr (9999)
- keine Wolken unterhalb 5000 ft oder unterhalb der höchsten Sektormindesthöhe
- kein CB/TCU
- keine Wettererscheinung (gem. Tabelle: Wetter).

Nicht alle Länder verwenden das Kürzel CAVOK, selbst wenn die Bedingungen dafür erfüllt sind. In den USA etwa wird anstelle von CAVOK weiterhin die maximale Sichtweite (10SM) sowie CLR (für "clear" bzw. "keine Wolken") angegeben.

### Besondere Wettererscheinungen
Den Abkürzungen in der nachstehenden Tabelle liegt teilweise der englische, teilweise der französische Begriff zugrunde. Zusätzlich ist die deutsche Entsprechung aufgeführt. Bei Bedarf werden besondere Wettererscheinungen gemeldet nach folgenden Regeln:
| −  | - light - schwach - faible                                     |
|    | - moderate - mäßig (siehe Anm. 2) - modéré                     |
| +  | - heavy - stark - forte                                        |
| VC | - in the vicinity - in der Nähe (siehe Anm. 10) - au voisinage |
| RE | - recent - kürzlich - récent                                   |

| MI | - shallow - flach - mince                          |
| PR | - partial - stellenweise - partiel                 |
| BC | - patches - einzelne Schwaden - bancs              |
| DR | - low drifting - fegend - chasse basse             |
| BL | - blowing - treibend - chasse élevée               |
| SH | - Shower(s) - Schauer - Averses                    |
| TS | - Thunderstorm - Gewitter - Orage                  |
| FZ | - freezing (supercooled) - gefrierend - surfondu   |
| WS | - Wind Shear - Windscherung - Cisaillement du vent |

| DZ | - Drizzle - Sprühregen - Bruine                                              |
| RA | - Rain - Regen - Pluie                                                       |
| SN | - Snow - Schnee - Neige                                                      |
| SG | - Snow grains - Schneegriesel - Neige en grains                              |
| IC | - Ice crystals - Eisnadeln - Poudrin de glace                                |
| PL | - Ice pellets - Eiskörner - Granules de glace                                |
| GR | - Hail - Hagel - Grêle                                                       |
| GS | - Small hail and / or snow pellets - Reif / Frostgraupel - Grésil            |
| UP | - Unknown Precipitation - Unbestimmter Niederschlag - Précipitation inconnue |

| BR | - Mist - feuchter Dunst - Brume                              |
| FG | - Fog - Nebel - Brouillard                                   |
| FU | - Smoke - Rauch - Fumée                                      |
| VA | - Volcanic ash - Vulkanische Asche - Cendres volcaniques     |
| DU | - Widespread dust - verbreitet Staub - Poussière généralisée |
| SA | - Sand - Sand - Sable                                        |
| HZ | - Haze - trockener Dunst - Brume sèche                       |
| PY | - Spray - Sprühnebel / Gischt - Fumée d’eau                  |

| PO | - Dust / sand whirls (dust devils) - Staub- und Sandwirbel - Tourbillons de poussière / sable                               |
| SQ | - Squalls - Böen - Lignes de grains                                                                                         |
| FC | - Funnel cloud(s) (tornado or waterspout) - Trombe / Windhose (mit Wasser: +FC) (siehe Anm. 9) - Trombe terrestre ou marine |
| SS | - Sandstorm - Sandsturm - Tempête de sable                                                                                  |
| DS | - Duststorm - Staubsturm - Tempête de poussière                                                                             |

### Bewölkung
Die Höhe der Wolken wird in Hunderten von Fuß, also Hektofuß, über Grund übermittelt und dem Bewölkungszustand nachgestellt.
Nicht alle Stationen geben in METARs alle Wolken an. Standard ist nur die Angabe von Wolken bis 5000 ft. Wolken oberhalb 5000 ft werden von manchen Stationen angegeben, von anderen nur, wenn sie TCU oder CB (siehe unten) sind.
Die Wolkenuntergrenze, falls vorhanden, ist gegeben durch den Eintrag mit der niedrigsten Höhe, der mit BKN, OVC oder VV beginnt. Die Bewölkungsangaben sind folgendermaßen codiert:
| Abkürzung | Komplette Bezeichnung | Erläuterung |
| --------- | --------------------- | --- |
| FEW       | Few                   | 1 bis 2 Achtel |
| SCT       | Scattered             | 3 bis 4 Achtel |
| BKN       | Broken                | 5 bis 7 Achtel (Minimum, um als Wolkenuntergrenze zu gelten)                                                                                |
| OVC       | Overcast              | 8 Achtel (Himmel bedeckt) |
| VV        | Vertical Visibility   | Vertikale Sicht. Der Himmel ist oberhalb der folgenden Höhenangabe nicht erkennbar (9 Achtel). Auch dieser Wert gilt als Wolkenuntergrenze. |

Für wolkenlosen Himmel werden unterschiedliche Kürzel verwendet, je nachdem bis zu welcher Höhe der Himmel als wolkenlos beobachtet wird und ob diese Beobachtung manuell oder automatisch erfolgt:
| Abkürzung | Komplette Bezeichnung             | Erläuterung |
| --------- | --------------------------------- | --- |
| CLR       | Clear                             | 0 Achtel Wolken unter 12000 ft (Messung durch automatische Stationen) |
| SKC       | Sky Clear                         | Keine Wolken unterhalb von 12000 ft festgestellt (manuelle Beobachtung). Das Kürzel SKC ist zwar seit November 2008 offiziell abgeschafft, wird jedoch (Stand 2025) immer noch verwendet.                                    |
| NCD       | No Clouds Detected                | Keine Wolke registriert bzw. keine Wolkenhöhen gemessen. Wird bei automatischen Stationen eingefügt, wenn Bedingungen für CAVOK nicht gegeben sind.                                                                          |
| NSC       | Nil Significant Cloud             | Keine Bewölkung unterhalb 1524 m (5000 ft) bzw. unter der Sektormindesthöhe und keine Gewitterwolken (CB, TCU), falls nicht Bedingungen für CAVOK gegeben sind.                                                              |
| CAVOK     | Ceiling, Clouds and Visibility OK | - Keine Wolken unterhalb 1524 m (5000 ft) über Grund oder, wenn diese höher ist, unterhalb der Minimum Sector Altitude (MSA) - Keine Gewitterwolken (CB, TCU) - Sichtweite über 10 km - keine signifikante Wettererscheinung |

Die Wolkenart kann bei Bedarf ergänzt werden. Angegeben werden nur TCU und CB (z. B. SCT045TCU):
| Abkürzung | Erläuterung |
| --------- | --- |
| TCU       | Towering Cumulus (Cumulus congestus) Kündigen häufig einen Wetterumschlag an, insbesondere Schauer und Windböen. |
| CB        | Cumulonimbus Gewitterwolken.                                                                                     |

Es können mehrere Bewölkungseinträge in einem METAR vorkommen. Beispiele für Angaben zur Bewölkung:
| Abkürzung            | Erläuterung |
| -------------------- | --- |
| FEW024               | 1–2 Achtel bei 2400 ft (keine Wolkenuntergrenze)                                                                                             |
| BKN025               | 5–7 Achtel bei 2500 ft (= Wolkenuntergrenze 2500 ft)                                                                                         |
| SCT016 SCT043TCU     | 3–4 Achtel bei 1600 ft, 3–4 Achtel bei 4300 ft, Towering Cumulus (keine Wolkenuntergrenze)                                                   |
| FEW008 OVC018        | 1–2 Achtel bei 800 ft, vollständig bedeckt bei 1800 ft (= Wolkenuntergrenze 1800 ft)                                                         |
| SCT038 BKN045 OVC048 | 3–4 Achtel bei 3800 ft, 5–7 Achtel bei 4500 ft, vollständig bedeckt bei 4800 ft (= Wolkenuntergrenze 4500 ft)                                |
| FEW///CB             | 1–2 Achtel Cumulonimbus, - oberhalb 5000 ft bzw. Sektormindesthöhe (Regelfall), oder - unterhalb Stationshöhe, oder - Höhe nicht bestimmbar. |
| VV003                | Vertikale Sicht 300 ft |
| VV///                | Vertikale Sicht < 100 ft bzw. nicht messbar                                                                                                  |

### Temperatur
Temperatur und Taupunkt werden immer in Grad Celsius angegeben. Die Werte werden kaufmännisch auf ganze Grad gerundet, mit der Besonderheit der vorzeichenbehafteten Null bei Werten um 0 Grad (siehe unten). Negativen Werten wird ein „M“ (für „minus“) vorangestellt.
| Abkürzung | Erläuterung                                                 |
| --------- | ----------------------------------------------------------- |
| 16/16     | Temperatur und Taupunkt 16 °C (= 100% relative Luftfeuchte) |
| 09/03     | Temperatur 9 °C, Taupunkt 3 °C                              |
| 02/M01    | Temperatur 2 °C, Taupunkt −1 °C                             |
| 00/M00    | Temperatur 0 °C, Taupunkt −0 °C (siehe unten)               |

Die relative Luftfeuchte wird in einem METAR nicht explizit angegeben, kann jedoch auf Basis von Temperatur und Taupunkt (näherungsweise) errechnet werden.
Temperaturen von −0,5 °C bis 0,4 °C würden, auf ganze Grad gerundet, 0 °C ergeben. Hier besteht der Sonderfall, dass Temperaturen von −0,5 °C bis unter 0,0 °C als M00 und Temperaturen von 0,0 °C bis unter 0,5 °C als 00 angegeben werden.

### Luftdruck
Der Luftdruck wird immer vierstellig angegeben. Als Einheit wird entweder Hektopascal (hPa) oder Hundertstel Zoll Quecksilbersäule (inHg) verwendet. Die Druckangabe bezieht sich auf den Druck auf Meereshöhe, errechnet über den Druck am Platz unter Annahme der Bedingungen der Standardatmosphäre (QNH). Steht ein Q vor der Druckangabe, wird der QNH in Hektopascal angegeben, steht ein A für altimeter (Höhenmesser) davor, ist die Einheit Hundertstel Zoll Quecksilbersäule (in den USA gebräuchlich).
| Angabe | QNH        |
| ------ | ---------- |
| Q1038  | 1038 hPa   |
| A3020  | 30,20 inHg |

### Windscherung (Windshear)
Werden Windscherungen festgestellt, werden sie mit der entsprechenden Piste angegeben:
| Angabe     | Bedeutung                  |
| ---------- | -------------------------- |
| WS R27     | Windshear auf Piste 27     |
| WS ALL RWY | Windshear auf allen Pisten |

### Pistensichtweite (Runway Visual Range – RVR)
Die Sichtweite für einzelne Pisten wird nur angegeben, wenn die Sichtweite allgemein und/oder die Sichtweite für einzelne Pisten unterhalb 1500 m liegt. Die Angabe erfolgt in Metern. Bei Angabe in Fuß wird den vier Ziffern FT nachgestellt. Es kann für jede Piste eine solche Gruppe im METAR vorkommen. Beispiele:
| Angabe         | Bedeutung                                                                  |
| -------------- | -------------------------------------------------------------------------- |
| R11/1200       | Sichtweite 1200 m für Piste 11/29                                          |
| R07L/P1500     | Sichtweite für Piste 7L/25R größer als 1500 m (P = plus)                   |
| R07C/M0050     | Sichtweite für Piste 7C/25C kleiner als 50 m (M = minus)                   |
| R18/0800U      | Sichtweite für Piste 18/36 800 m, Tendenz steigend (upward)                |
| R18/0800D      | Sichtweite für Piste 18/36 800 m, Tendenz fallend (downward)               |
| R18/0800N      | Sichtweite für Piste 18/36 800 m, kein Trend (No change; optionale Angabe) |
| R09/1100V1500  | Sichtweite für Piste 9/27 variabel zwischen 1100 m und 1500 m              |
| R09/1100VP1500 | Sichtweite für Piste 9/27 variabel zwischen 1100 m und mehr als 1500 m     |

### Mindestsichtweite (Minimum visibility)
Die kleinste Sichtweite für eine Piste wird der entsprechenden RVR nachgestellt, wenn die Sichtweite in einer der beiden Richtungen geringer ist. Beispielsweise gibt R13/1200 0900SE eine Sichtweite von nur 900 m in südöstlicher Richtung an.

### Flughafen geschlossen wegen Schnee
Das Kürzel R/SNOCLO gibt an, dass der Flughafen aufgrund von Schneemassen auf allen Pisten geschlossen bzw. unbenutzbar ist.

### Pistenzustand
Sind einzelne Pisten durch Niederschläge verunreinigt, sodass sich beispielsweise die Bremswirkung verschlechtert oder die Piste nicht oder nur eingeschränkt benutzbar ist, können die Zustände der betroffenen Pisten angegeben werden. Die Syntax für einer solchen Angabe besteht aus der Kennung der Piste (wie bei RVR), gefolgt von sechs Ziffern, beispielsweise R10L/290050.

#### Art der Verunreinigung (erste Ziffer)
| Angabe | Bedeutung                         |
| ------ | --------------------------------- |
| 0      | keine                             |
| 1      | Piste feucht                      |
| 2      | Pfützen oder komplett nasse Piste |
| 3      | Raureif                           |
| 4      | Pulverschnee                      |
| 5      | Schnee                            |
| 6      | Matsch                            |
| 7      | Eis                               |
| 8      | kompakter Schnee                  |
| 9      | gefrorene Spurrillen              |
| /      | keine Angabe                      |

#### Bedeckungsgrad (zweite Ziffer)
Gibt an, welcher Anteil der Piste betroffen ist.
| Angabe | Bedeutung    |
| ------ | ------------ |
| 1      | bis 10%      |
| 2      | bis 25%      |
| 5      | bis 50%      |
| 9      | mehr als 50% |

#### Höhe (dritte und vierte Ziffer)
Gibt die Höhe der Bedeckung an (insbesondere bei Schnee interessant).
| Angabe  | Bedeutung                      |
| ------- | ------------------------------ |
| 00      | Spuren / < 1 mm                |
| 01 … 90 | 1 … 90 mm                      |
| 91      | ungenutzt                      |
| 92 … 97 | 10 … 35 cm (in 5 cm-Schritten) |
| 98      | 40 cm und mehr                 |
| 99      | Piste unbenutzbar              |
| //      | keine Angabe                   |

#### Bremsfähigkeit (Braking action; fünfte und sechste Ziffer)
Gibt den Haftreibungskoeffizienten auf der Piste an, entweder den exakten Wert (z. B. 47 für µH=0,47), oder die Braking action in fünf Stufen, wie nachfolgend angegeben. Zu Letzteren gibt es entsprechende Tabellen in den Flugzeughandbüchern, um bei der Landung die benötigte Pistenlänge zu ermitteln.
| Angabe | Bedeutung                                                  |
| ------ | ---------------------------------------------------------- |
| 91     | Braking Action: Poor (schlecht); entspricht µH <= 0,25     |
| 92     | Braking Action: Poor-Medium; entspricht µH = 0,26…0,29     |
| 93     | Braking Action: Medium (mittel); entspricht µH = 0.30…0,35 |
| 94     | Braking Action: Medium-Good; entspricht µH = 0,36…0,39     |
| 95     | Braking Action: Good (gut); entspricht µH >= 0,40          |
| 99     | µH nicht messbar                                           |
| //     | Piste unbenutzbar                                          |

Ist eine Piste nach Verunreinigung wieder frei, so wird dies beispielsweise durch R10L/090060 angegeben.
Bei mehreren parallelen Pisten sind die Buchstaben L, C und R in der Regel mit angegeben. Eine andere Schreibweise für zwei parallele Pisten ist die Kennung (z. B. R13) für die linke und die Kennung + 50 (z. B. R63) für die rechte Piste. Außerdem gibt es noch das Kürzel R88, wenn die nachfolgende Angaben für alle Pisten gelten.

### Trend
Am Ende eines METARs ist in der Regel ein Trend für die nächsten beiden Stunden angegeben.
| Code  | Erläuterung |
| ----- | --- |
| NOSIG | NO SIGNIFICANT CHANGE – keine wesentliche Wetteränderung innerhalb der nächsten 2 Stunden zu erwarten                                                        |
| BECMG | BECOMING – es folgt eine Wetteränderung des Grundwetters |
| TEMPO | TEMPORARY – es folgen zeitweilige Schwankungen, im einzelnen Fall weniger als eine Stunde, gesamthaft weniger als die Hälfte der Vorhersageperiode andauernd |

Nach BECMG und TEMPO können unterschiedliche Angaben zur Veränderung folgen bezüglich Bewölkung, Wind, Wettererscheinungen oder Sichtweite.
Beispiele sind etwa BECMG 31010KT oder TEMPO 3000 SHRA.
Angegeben werden Wetteränderungen, die mit mindestens 50 % Wahrscheinlichkeit eintreten. Bei 30–40 % Wahrscheinlichkeit wird die Wahrscheinlichkeit mittels PROB30 oder PROB40 angegeben, beispielsweise PROB30 TEMPO BKN015. Diese Schreibweise ist bei METARs selten, wird jedoch in TAFs häufig verwendet. Wetteränderungen mit weniger als 30 % Wahrscheinlichkeit werden nicht angegeben.
Das Kürzel NSW steht für "No Significant Weather" und wird nach BECMG oder TEMPO verwendet, wenn zu erwarten ist, dass besondere Wettererscheinungen (siehe oben), die derzeit vorliegen, enden.

### Colour-Code
Militärstationen in Europa verwenden meist am Ende einen Colour-Code, oder auch Colourstate genannt, in dem die Hauptwolkenuntergrenze und die horizontale Sichtweite enthalten ist. Abweichend von der sonst üblichen Definition der Wolkenuntergrenze (Bewölkungsgrad ab BKN bzw. 5 Achtel) ist für den Farbcode jedoch die niedrigste Wolkenhöhe ab SCT (3 Achtel) relevant.
| Hauptwolkenuntergrenze \ Sichtweite | < 0,8 km | 0,8 – <1,6 km | 1,6 – <3,7 km | 3,7 – <5 km | 5 – <8 km | ≥ 8 km |
| ----------------------------------- | -------- | ------------- | ------------- | ----------- | --------- | ------ |
| ≥ 20000 ft                          | RED      | AMB           | YLO           | GRN         | WHT       | BLU+   |
| 2500 – <20000 ft                    | RED      | AMB           | YLO           | GRN         | WHT       | BLU    |
| 1500 – <2500 ft                     | RED      | AMB           | YLO           | GRN         | WHT       | WHT    |
| 700 – <1500 ft                      | RED      | AMB           | YLO           | GRN         | GRN       | GRN    |
| 300 – <700 ft                       | RED      | AMB           | YLO           | YLO         | YLO       | YLO    |
| 200 – <300 ft                       | RED      | AMB           | AMB           | AMB         | AMB       | AMB    |
| < 200 ft                            | RED      | RED           | RED           | RED         | RED       | RED    |

Einige Stationen differenzieren zusätzlich zwischen YLO1 und YLO2, wobei YLO2 mindestens 1,6 km Sicht und 300 ft Wolkenuntergrenze beschreibt und YLO1 mindestens 2,5 km Sicht und 500 ft Wolkenuntergrenze.
Der Code BLACK bedeutet, dass Start-/Landebahn aus anderen Gründen als dem Unterschreiten der Sichtweite oder Hauptwolkenuntergrenze nicht benutzbar ist. Er wird dem eigentlichen Farbcode vorangestellt.
Folgen dem METAR zwei Color-Codes (z. B. YLO GRN), so bezeichnet die erstgenannte Farbe den Ist-Zustand und die zweite Farbe die Prognose für die nächsten 2 Stunden. Auch Trendangaben wie GRN AMB TEMPO RED sind möglich.

### Weitere Anmerkungen
Ein METAR kann nach den oben genannten Daten zahlreiche weitere Informationen enthalten, deren Verwendung nicht standardisiert ist und die auch nicht in allen METARs enthalten sind. METARs in Nordamerika enthalten oft einige dieser Informationen. Dazu wird dem METAR das Kürzel RMK nachgestellt (engl. remark = Anmerkung, Hinweis), worauf diese Zusatzinformationen folgen. Die folgende Tabelle gibt einen Überblick über einige mögliche Zusatzinformationen:
| Format                         | Erklärung |
| ------------------------------ | --- |
| AO1 (auch: A01)                | METAR generiert durch automatische Wetterstation ohne Unterscheidung der Niederschlagsarten |
| AO2 (auch: A02)                | METAR generiert durch automatische Wetterstation mit Unterscheidung der Niederschlagsarten Wird ein automatisch generiertes METAR händisch nachbearbeitet bzw. Informationen ergänzt, so wird das Kürzel zu AO2A. (Dies gilt auch für AO1A) |
| 1xxxx                          | Höchsttemperatur der letzten 6 Stunden: 1 gefolgt von Vorzeichen und Temperatur in Zehntel Grad Celsius, z. B. 10106 = 10,6 °C; 11012 = −1,2 °C |
| 2xxxx                          | Tiefsttemperatur der letzten 6 Stunden: 2 gefolgt von Vorzeichen und Temperatur, siehe oben. |
| Txxxxxxxx                      | Temperatur und Taupunkt, angegeben in Zehntel Grad Celsius mit Vorzeichen, Format wie bei 1xxxx und 2xxxx, z. B. T00391006 = Temperatur 3,9 °C, Taupunkt −0,6 °C |
| 4xxxxxxxx                      | Höchst- und Tiefsttemperatur der letzten 24 Stunden; Bedeutung der Ziffern wie bei den anderen Temperaturangaben. |
| 5xxxx (fünf Ziffern)           | Luftdruckänderung der letzten 3 Stunden: 5 gefolgt von vier Ziffern. Die Ziffer direkt nach der ersten 5 beschreibt den Luftdruckverlauf der letzten 3 Stunden. Hierbei stehen die Ziffern 0, 1, 2, 3 für gestiegenen Luftdruck, 4 für gleichbleibenden Luftdruck sowie 5, 6, 7, 8 für gefallenen Luftdruck, wobei jeweils eine höhere Ziffer eine zuletzt stärkere Luftdruckänderung in die entsprechende Richtung beschreibt. Angegeben sind typische Luftdruckverläufe für jede Ziffer: - 0 (gestiegen, dann gefallen): ↑↓, ↑↘ (wird auch bei konstantem Luftdruck verwendet, wenn der Luftdruckverlauf die entsprechende Form hat) - 1 (zuletzt schwächer gestiegen): ↑↗, ↑→ - 2 (gleichmäßig gestiegen): ↗ - 3 (zuletzt stärker gestiegen): ↗↑, →↑, ↘↑ - 4 (gleichbleibend): →, ↗↓↗, ↘↑↘ (stetig, oder unstetig mit mehreren Richtungswechseln) - 5 (gefallen, dann gestiegen): ↓↑, ↓↗ (wird auch bei konstantem Luftdruck verwendet, wenn der Luftdruckverlauf die entsprechende Form hat) - 6 (zuletzt schwächer gefallen): ↓↘, ↓→ - 7 (gleichmäßig gefallen): ↘ - 8 (zuletzt stärker gefallen): ↘↓, →↓, ↗↓ Die letzten drei Ziffern geben die Luftdruckänderung in Zehntel hPa an. z. B. 53031 = Luftdruck innerhalb der letzten 3 Stunden zunächst fallend oder gleichbleibend, dann steigend, oder steigend, dann stärker steigend; Anstieg um 3,1 hPa |
| 5xxxxx (sechs Ziffern)         | Vorhersage für Turbulenzen. Die Ziffer direkt nach der ersten 5 gibt die Intensität an (0 = keine, 1 = leicht, 2–5 = mäßig, 6–9 = stark, X = extrem), die folgenden Ziffern das betroffene Intervall in Tausend Fuß, z. B. 510907 steht für leichte Turbulenzen ab 9000 ft plus 7000 ft, also von 9000 bis 16.000 ft. Die verschiedenen Ziffern für mäßige und starke Intensität ermöglichen eine Differenzierung von gelegentlichem oder häufigem Auftreten der Turbulenzen sowie Auftreten innerhalb/außerhalb von Wolken. Die Intensität X bezeichnet gefährlich starke Turbulenzen, die die Manövrierbarkeit stark beeinträchtigen oder zu strukturellen Schäden an Luftfahrzeugen führen können. Es können mehrere dieser Gruppen in einer Meldung vorkommen. Nur in TAF verwendet. |
| Pxxxx                          | Niederschlag (Precipitation) innerhalb der letzten Stunde: P gefolgt von der Niederschlagshöhe in Hundertstel Inch, z. B. P0006 = 0,06" (ca. 1,5 mm). Die Angabe P0000 kann auf Spuren von Niederschlag (z.B: nur vereinzelte Regentropfen) hinweisen; bei komplett ausbleibendem Niederschlag in der letzten Stunde wird die Gruppe Pxxxx in der Regel weggelassen. |
| 6xxxx (fünf Ziffern)           | Niederschlagsmenge innerhalb der letzten 3 oder 6 Stunden (seit 00, 06, 12 oder 18 Uhr UTC; wird alle 3 Stunden aktualisiert). 6 gefolgt von vier Ziffern; Bedeutung wie bei Pxxxx. |
| 7xxxx                          | Niederschlagsmenge innerhalb der letzten 24 Stunden; Bedeutung der Ziffern wie bei Pxxxx und 6xxxx. |
| 6xxxxx (sechs Ziffern)         | Vorhersage von Eisbildung. Die Ziffer nach der ersten 6 beschreibt die Intensität (0 = keine/Spuren, 1–3 = leicht, 4–6 = mäßig, 7–9 = stark). Die einzelnen Ziffern ermöglichen eine Differenzierung der Eisbildung (überall / in Wolken / in Niederschlag). Die folgenden Ziffern geben das betroffene Intervall in Hundert + Tausend Fuß an, z. B. 610157 = leichte Eisbildung ab 1500 ft plus 7000 ft, also von 1500 bis 8500 ft. Es können mehrere Gruppen dieser Art in einer Meldung vorkommen. Nur in TAF verwendet. |
| BxxExx                         | Beginn und/oder Ende von Wettererscheinungen (meist Niederschläge), hier Regen (RA): Angegeben ist die Uhrzeit (UTC), zu der der Niederschlag begann und/oder endete. Liegt diese Zeit weniger als 60 Minuten zurück, sind nur die Minuten der Uhrzeit angegeben. Die Angaben werden dem Kürzel der entsprechenden Wettererscheinung nachgestellt. Mehrere Gruppen können aneinandergereiht werden, wenn Niederschlag mehrmals einsetzte und aufhörte. Beispiele: RAB44, DZE15, TSB15E36, SHRAB1451E05, RAB1055E1057RAB11E21 |
| CIG                            | Wolkenuntergrenze (Ceiling) für eine bestimmte Piste, z. B. CIG 018 RWY08 = Wolkenuntergrenze für Piste 8 liegt bei 1800 ft. |
| CIG xxxVxxx                    | Wolkenuntergrenze (Ceiling) variabel, z. B. CIG 018V024: Wolkenuntergrenze variabel zwischen 1800 ft und 2400 ft. |
| DSNT                           | Wettererscheinungen in der Umgebung festgestellt (Distant = entfernt), jedoch außerhalb des Bereichs, der unter VC (vicinity; siehe oben) fällt. Der genaue Bereich ist nicht einheitlich; üblich sind Radien von 10 bis 30 Meilen um den Flugplatz. Angabe mit Himmelsrichtung(en). Beispiele: LTG DSNT N, VIRGA DSNT E-SE, SH DSNT N AND SW |
| LTG                            | Blitzeinschläge (Lightning) |
| PK WND xxxxx/(xx)xx            | Stärkste gemessene Windböe (Peak Wind): drei Ziffern für Windrichtung, zwei Ziffern für Windgeschwindigkeit (in Knoten), Uhrzeit (UTC). Falls die Uhrzeit nur zweistellig angegeben ist, bezeichnen die beiden Ziffern die Minute (innerhalb der letzten 60 Minuten). |
| PRESFR                         | Luftdruck ist zuletzt stark gefallen (Pressure Falling Rapidly). |
| PRESRR                         | Luftdruck ist zuletzt stark gestiegen (Pressure Rising Rapidly). |
| QBBxxx                         | Wolkenuntergrenze (oder vertikale Sicht) in Metern; wird in einigen Ländern bei schlechter Sicht zusätzlich eingefügt |
| SLPxxx                         | Luftdruck auf Meereshöhe (Sea Level Pressure, QNH) in Zehntel hPa, nur letzte drei Ziffern, z. B. SLP132 = 1013,2 hPa, SLP869 = 986,9 hPa |
| TNxx/xxxxZ                     | Tiefsttemperatur in °C innerhalb der Gültigkeitsdauer des TAF, mit Angabe von Datum und Stunde (UTC). Beispiel: TN15/1404Z: 15 °C am 14. Tag des Monats um 4 Uhr UTC. Nur in TAF verwendet. |
| TXxx/xxxxZ                     | Höchsttemperatur in °C innerhalb der Gültigkeitsdauer des TAF, mit Angabe von Datum und Stunde (UTC). Beispiel: TX25/1414Z: 25 °C am 14. Tag des Monats um 14 Uhr UTC. Nur in TAF verwendet. |
| V xxx (nach Bewölkungseintrag) | Bewölkungsgrad ist variabel; ggf. ist die Angabe einer der vorgenannten Wolkenhöhen zugeordnet, z. B. BKN018 V FEW: Bewölkung in 1800 ft Höhe variiert zwischen 1 und 6 Achtel (FEW bis BKN), oder SCT V BKN: Bewölkung variiert zwischen 3 und 6 Achtel (SCT bis BKN) |
| VIRGA                          | Virga (Niederschläge in Form von Schleppen / Fallstreifen von Wolken herab, die den Erdboden nicht erreichen) |
| VIS xxxx RWYxx                 | Sichtweite (Visibility) für die angegebene Piste. Kann im Anmerkungsteil angegeben werden, wenn die Pistensichtweite von der allgemeinen Angabe der Sichtweite abweicht, aber zu groß ist, um unter RVR angegeben zu werden (also größer als 1500 m). |
| VIS xxxxVxxxx                  | Sichtweite (Visibility) variabel, z. B. VIS 1400V3000: Sichtweite variabel zwischen 1400 m und 3000 m |
| $                              | Wartungsmeldung der Station |

## Andere Wettermeldungen
Ergänzend zum METAR existiert die Terminal Aerodrome Forecast (TAF), die Wettervorhersagen enthält oder die General Aviation Forecast (GAFOR).

## Umrechnung
Für verschiedene Attribute bei METAR-Meldungen werden teils metrische, teils imperiale Maßeinheiten verwendet; zum Teil gibt es hier auch länderspezifische Unterschiede. METARs aus verschiedenen Ländern sind dennoch leicht vergleichbar, da sich die meisten umgerechneten Werte leicht überschlagen lassen:
- Windgeschwindigkeit: 2 Knoten (xxx02KT) entsprechen ziemlich genau 1 m/s (xxx01MPS), mit einer Abweichung von ca. 3%.
- Sichtweite: 1 Meile entspricht ca. 1609 Metern; damit kann mit hinreichender Genauigkeit 1/4 Meile mit 400 m überschlagen werden. Die höchste verwendete Angabe (9999) für 10+ km entspricht daher mindestens 6 Meilen. Sichtweiten über 6 Meilen werden nicht standardmäßig angegeben; insbesondere in TAFs ist oft auch nur die Angabe P6SM (plus 6 miles = mehr als 6 Meilen) zu finden.
- Luftdruck: Der Normaldruck von 1013,2 hPa entspricht 29,92 inHg; damit kann 1 hPa mit 0,03 inHg überschlagen werden.
- Niederschlag: 0,01 Inch (P0001) entspricht grob einem Viertel Millimeter, 0,04 Inches (P0004) damit 1 mm.